# شوقي ضيف
أحمد شوقي عبد السلام ضيف (13 يناير 1910 - 10 مارس 2005)، الشهير بشوقي ضيف أديب وعالم لغوي مصري والرئيس السابق لمجمع اللغة العربية بالقاهرة. يعد علامة من علامات الثقافة العربية، ألّف عددًا من الكتب في مجالات الأدب العربي، وناقش قضاياها.

## ولادته
ولد شوقي ضيف في يوم 13 يناير 1910 في قرية أولاد حمام في محافظة دمياط شماليّ مصر. كان الدكتور شوقي ضيف عضوا في مجمع اللغة العربية بدمشق، وعضو شرف في مجمع الأردن، والمجمع العراقي.

## أعماله
ألف شوقي ضيف قرابة 50 مؤلفًا، منها:
1. سلسلة تاريخ الأدب العربي، وهي من أشهر ما كتب. استغرقت منه ثلاثين عاما شملت مراحل الأدب العربي منذ 15 قرناً من الزمان، من شعر ونثر وأدباء منذ الجاهلية وحتى عصرنا الحديث، سردها بأسلوب سلس، وبأمانة علمية، وبنظرة موضوعية. وتعتبر هذه السلسلة هي مشروع حياته بحق. وقد بلغ عدد طبعات أول كتاب في السلسلة العصر الجاهلي حوالي 20 طبعة.
2. نشر وحقق كتابه الرد على النحاة لابن مضاء، وأخرجه من بين المخطوطات القديمة، ودرسه وأعاد نشره. وهو كتاب ألفه ابن مضاء في النحو، يلغي فيها أمورا رأى أنها عقدت النحو العربي وجعلته صعب الفهم.
3. كتاب تجديد النحو.
4. كتاب تيسيرات لغوية.
5. كتاب الفصحى المعاصرة.

وآخر ثلاثة كتب تتكلم عن فكرة تجديد قواعد النحو وتبسيطها، لتصبح أسهل بالتعامل، وأن تبعد الضجر عن المتعلمين لها. وقد أخذت عليها بعض المآخذ، لكن ذلك لم يضر بجودة المشروع بشكل عام.
أغلب مؤلفاته القابلة للتحميل:
- العصر الجاهلي
- العصر الإسلامي
- العصر العباسي الأول
- عصر الدول والإمارات (الأندلس)
- والإمارات (الشام)
- عصر الدول والإمارات (الجزائر ـ المغرب الأقصى ـ موريتانيا ـ السودان
- الفن ومذاهبه في الشعر العربي
- الشعر وطوابعه الشعبية على مر العصور
- الحب العذري عند العرب
- في التراث والشعر والنثر واللغة
- في الشعر والفكاهة في مصر
- النقد
- الأدب العربي المعاصر في مصر
- البحث الأدبي
- البلاغة تطور وتاريخ
- تحريفات العامية للفصحى
- المدارس النحوية
- تيسيرات لغوية
- محاضرات مجمعية
- من المشرق والمغرب.[4]

## مؤلفاته العلمية
أ – في الدراسات الإسلامية:
- الوجيز في تفسير القرآن الكريم
– سورة الرحمن وسور قصار
– الحضارة الإسلامية من القرآن والسنة
– عالمية الإسلام
– معجزات القرآن
– محمد خاتم المرسلين
– القَسَم في القرآن الكريم.
ب – في الدراسات البلاغية والنقدية:
- البلاغة تطور وتاريخ
– في النقد الأدبي
– فصول في الشعر ونقده
– في الأدب والنقد.
جـ - في تاريخ الأدب العربي بمختلف عصوره وأقاليمه:
- العصر الجاهلي
– العصر الإسلامي
– العصر العباسي الأول
– العصر العباسي الثاني
- عصر الدول والإمارات (الجزيرة العربية – العراق – إيران)
– عصر الدول والإمارات (الشام)
– عصر الدول والإمارات (مصر)
– عصر الدول والإمارات (الأندلس)
- عصر الدول والإمارات (ليبيا – تونس – صقلية)
– عصر الدول والإمارات (الجزائر – المغرب الأقصى – موريتانيا – السودان).
د – في الدراسات اللغوية:
- المدارس النحوية
– تجديد النحو
– تيسيرات لغوية
– تيسير النحو التعليمي قديمًا وحديثًا.
هـ - في الترجمة والسيرة الذاتية:
- ابن زيدون الشاعر الأندلسي
– شوقي شاعر العصر الحديث
– البارودي رائد الشعر الحديث
- مع العقاد
– معي (جزءان).
و – في الدراسات الأدبية:
- الفن ومذاهبه في الشعر العربي
– الفن ومذاهبه في النثر العربي
– التطور والتجديد في الشعر الأموي
- دراسات في الشعر العربي المعاصر
– الأدب العربي المعاصر في مصر
– الشعر والغناء في المدينة ومكة لعصر بني أمية
– البحث الأدبي: طبيعته، مناهجه، أصوله، مصادره
– الشعر وطوابعه الشعبية على مر العصور
– في التراث والشعر واللغة
– في الشعر والفكاهة في مصر
– الحب العذري عند العرب
– من المشرق والمغرب: بحوث في الأدب
– البطولة في الشعر العربي
– الفكاهة في مصر.
ز – في فنون الأدب العربي:
- الرثاء
– المقامة
– النقد (مترجم إلى الفارسية)
– الترجمة الشخصية
– الرحلات.
ح – في تحقيق التراث:
- كتاب الرد على النحاة لابن مضاء القرطبي
– المغرب في حلى المغرب لابن سعيد (مجلدان) كتاب السبعة في القراءات لابن مجاهد
– الدرر في اختصار المغازي والسير لابن عبد البر
– نقط العروس في تواريخ الخلفاء لإبن حزم
– رسائل الصاحب بن عباد
– النشر في القراءات العشر.

## تكريمه
نال أكثر من جائزة، منها: 
- جائزة مبارك للآداب عام 2003،
- جائزة الدولة التقديرية في الآداب عام 1979،
- جائزة الملك فيصل العالمية في الأدب العربي عام 1983.
- مُنح دروعا من عدة جامعات كالقاهرة والأردن وصنعاء.[6] 1 2

## وفاته
توفي شوقي ضيف يوم الخميس 10 مارس 2005 عن عمر يناهز 95 عامًا.